# Jardín Botánico de la Majella

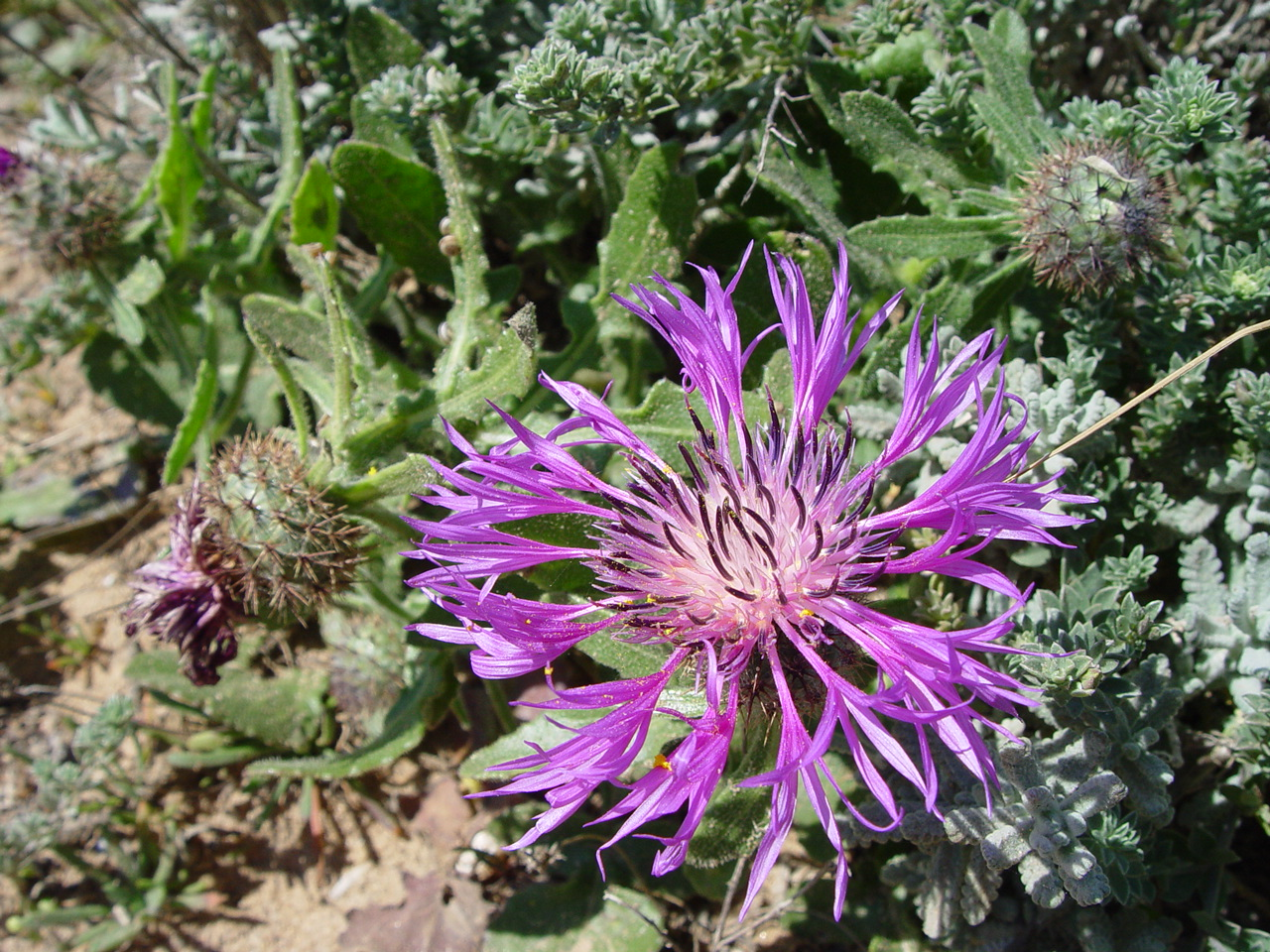
Centaurea sphaerocephala especie que se encuentra en el Parque nacional de la Majella.

El Jardín Botánico de la Majella (en italiano: Giardino Botanico della Majella también conocido como Giardino Botanico Michele Tenore) es una reserva de naturaleza de 9 hectáreas y jardín botánico de 3500 m² de extensión, que se encuentra en Lama dei Peligni, Italia. Su código de reconocimiento internacional como institución botánica, así como las siglas de su herbario es MTLD. 

## Localización
El jardín botánico se ubica en el Parco Nazionale della Majella.
Giardino Botanico Michele Tenore, Via Colle della Madonna I-66010, Lama dei Peligni, Provincia de Chieti, Abruzzo, Italia.42°9′57.5994″N 14°12′59.3994″E / 42.165999833, 14.216499833
Está abierto al público todos los días y se cobra una tarifa de entrada. 

## Historia
Este oasis floral tiene el reconocimiento de "Giardino di Interesse Regionale" de la región de Abruzzo con D.G.R. n. 3489 del 23/12/98, fue fundado en el año 1995. 
El símbolo del centro floral es el "fiordaliso della Maiella" (Centaurea tenoreana Willk.) y tiene el apelativo de Michele Tenore en cuanto este botánico fue el primero que identificó esta flor en la Majella.

## Colecciones
El jardín cultiva actualmente unas 500 especies de plantas. 
En el jardín botánico se pueden admirar las siguientes secciones :
- Flores y vegetación de la Majella, Aquilegia magellensis, Centaurea tenoreana, Acer cappadocium subsp. Lobelli Goniolimon italicum.
- Plantas de importancia económica.
- Plantas amenazadas de los Abruzzo - incluyendo Adonis  vernalis, Astragalus aquilanus, Centaurea sphaerocephala, Crocus reticulatus, Goniolimon italicum, Iris marsica, Phlomis fruticosa, Pinus nigra var. di Fara San Martino, Salvia officinalis var. angustifolia, Stachys thirkey, Salix foetida'', y Salix pentandra.
- Plantas de la herencia agrícola.